# Downsize (automóvel)
Downsizing na indústria automotiva é a prática de utilizar motorizações de menor capacidade volumétrica e muitas vezes menor quantidade de cilindros do motor, mais modernos e eficientes e geralmente turbo-alimentados.

## Exemplos
A maioria das marcas atualmente já pratica o downsizing, como o fiat 500 twinair (2 cilindros), ou então montadores optando por motorizações de 3 cilindros para veículos compactos. Também é possível notar versões populares como Honda Civic que passa a contar com motor 1.5-Turbo (em comparação com gerações anteriores de até de 2.0).
Tudo indica que mesmo modelos superesportivos (ferrari, lamborguini, etc) adotarão este conceito inevitavelmente, afinal até veículos de corrida já adotaram como a F1 (1.6Turbo), ou Rally (1.6Turbo).
A sueca Volvo aderiu plenamente ao dispensar motores v8, v6 e 5-em-linha... agora apenas motorização 4cilindros Turbo.
Uma nova era mais eficiente, ecológica, econômica e em muitos casos já integrados ao conceito híbrido-elétrico.